# Parc national de Porongurup
Le parc national de Porungurup est un parc national situé en Australie-Occidentale en Australie à 390 km au sud-est de Perth et à 40 kilomètres d'Albany. Le parc a été créé en 1971.
Il est situé autour de la chaine Porongurup, une très ancienne et très érodée chaine de montagne formée au Précambrien il y a plus de 1,2 milliard d'années. Il semble que la chaine soit le résultat de la collision de l'Australie et de l'Antarctique. À l'heure actuelle il ne reste plus qu'une quinzaine de kilomètres de collines. Le point culminant de la chaine est Devils Slide (670 mètres) tandis que plusieurs autres sommets atteignent les 600 mètres au-dessus d'une plaine située à 400 mètres d'altitude. Pendant la plus grande partie du Crétacé et du Paléogène, la chaine était une île dont la chaine Stirling constituait la côte sud.
Il semble que la chaine soit le résultat de la collision de l'Australie et de l'Antarctique au Précambrien.
Bien que les tribus aborigènes aient habité les plaines entourant la chaine pendant des dizaines de milliers d'années, il ne semble pas qu'elles soient allées sur les collines en raison du climat inhospitalier et de l'absence de ressources dans les forêts ou les régions dénudées.
La chaine fut découverte par les Européens en 1802 mais la mise en culture ne démarra pas avant 1859 où les premières plantations eurent lieu. Les karris et les jarrahs furent exploités pour leurs bois.
En 1978, le cyclone Alby renversa nombre d'arbres dans le parc. 
Le 11 février 2007, un feu éclata à l'angle nord-ouest du parc et en détruisit 95 % malgré les moyens de lutte contre l'incendie mis en œuvre.

## Galerie

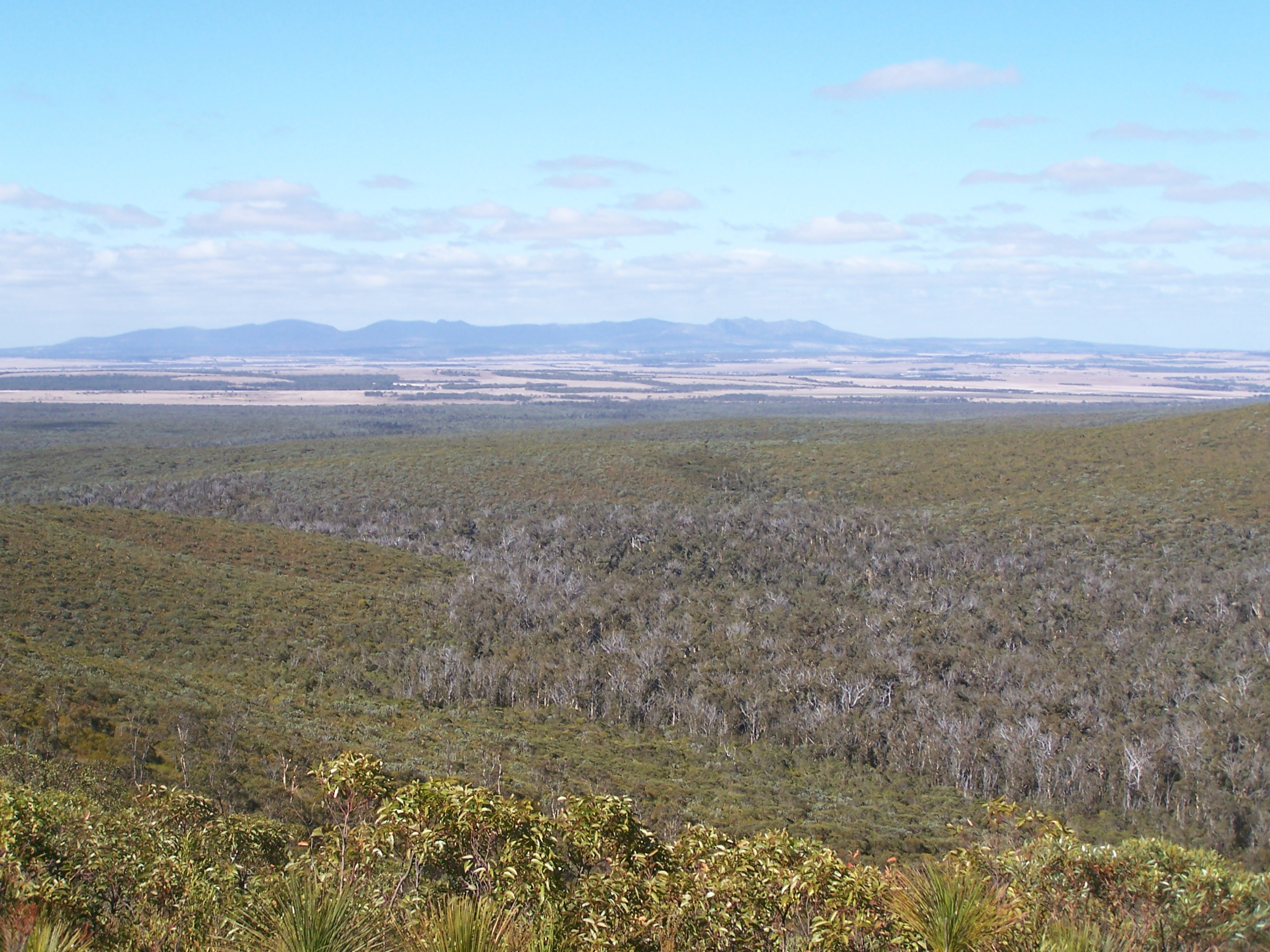
La chaine Porongurup vue du sommet de la chaine Stirling.

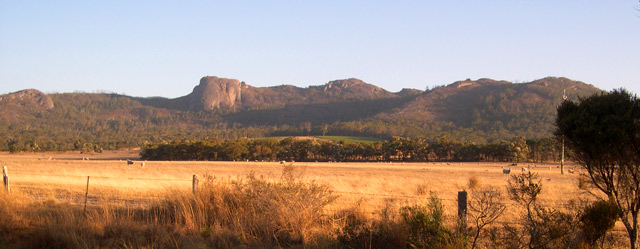
La chaîne Porongurup